# Alpine Linux
Alpine Linux ist eine auf musl und BusyBox basierende Linux-Distribution, die in erster Linie für „Power-User entwickelt wurde, die Sicherheit, Einfachheit und Ressourceneffizienz schätzen“. Sie verwendet einen gehärteten Kernel und kompiliert alle Programme des Benutzerraums standardmäßig als position-independent Code mit Schutz vor Pufferüberlauf. Seit 2016 wird bei Docker, einer Software für Containervirtualisierung, überwiegend Alpine Linux als virtuelles Betriebssystem der Container eingesetzt. Hierdurch stieg das allgemeine Interesse an der Distribution erheblich, außerdem entstanden personelle Verflechtungen. Ein Fork von Alpine Linux, postmarketOS, wurde entwickelt, um auf mobilen Geräten zu laufen.

## Geschichte
Ursprünglich begann Alpine Linux als ein Fork des LEAF-Projekts. Die Mitglieder von LEAF wollten weiterhin eine Linux-Distribution, die auf eine einzige Diskette passt, während die Entwickler von Alpine Linux einige größere Pakete wie Squid und Samba sowie zusätzliche Sicherheitsfunktionen und einen neueren Kernel mit einbeziehen wollten. Eines der ursprünglichen Ziele war es, einen Rahmen für größere Systeme zu schaffen; obwohl es für diesen Zweck verwendbar ist, ist dies mittlerweile kein primäres Ziel mehr.

### Versionen
| Version | Release-Datum | End-of-life Datum | Kernel release |
| ------- | ------------- | ----------------- | -------------- |
| 2.0     | 2010-08-16    | 2012-04-01        | —              |
| 2.1     | 2010-11-01    | 2012-11-01        | —              |
| 2.2     | 2011-05-03    | 2013-05-01        | —              |
| 2.3     | 2011-11-01    | 2013-11-01        | —              |
| 2.4     | 2012-05-02    | 2014-05-01        | —              |
| 2.5     | 2012-11-07    | 2014-11-01        | —              |
| 2.6     | 2013-05-17    | 2015-05-01        | —              |
| 2.7     | 2013-11-08    | 2015-11-01        | —              |
| 3.0     | 2014-06-04    | 2016-05-01        | —              |
| 3.1     | 2014-12-10    | 2016-11-01        | —              |
| 3.2     | 2015-05-26    | 2017-05-01        | 3.18.xx        |
| 3.3     | 2016-01-06    | 2017-11-01        | 4.1.xx         |
| 3.4     | 2016-05-31    | 2018-05-01        | 4.4.xx         |
| 3.5     | 2016-12-22    | 2018-11-01        | 4.4.xx         |
| 3.6     | 2017-05-24    | 2019-05-01        | 4.9.xx         |
| 3.7     | 2017-11-30    | 2019-11-01        | 4.9.xx         |
| 3.8     | 2018-06-26    | 2020-05-01        | 4.14.xx        |
| 3.9     | 2019-01-29    | 2021-01-01        | 4.19.xx        |
| 3.10    | 2019-06-19    | 2021-05-01        | 4.19.xx        |
| 3.11    | 2019-12-20    | 2021-11-01        | 5.4.xx         |
| 3.12    | 2020-05-29    | 2022-05-01        | 5.4.xx         |
| 3.13    | 2021-01-14    | 2022-11-01        | 5.10.xx        |
| 3.14    | 2021-06-15    | 2023-05-01        | 5.10.xx        |
| 3.15    | 2021-11-24    | 2023-11-01        | 5.15.xx        |
| 3.16    | 2022-05-23    | 2024-05-23        | 5.15.xx        |
| 3.17    | 2022-11-22    | 2024-11-22        | 5.15.xx        |
| 3.18    | 2023-05-09    | 2025-05-09        | 6.1.xx         |
| 3.19    | 2023-12-08    | 2025-11-01        | 6.6.xx         |
| 3.20    | 2024-05-22    | 2026-04-01        | 6.6.xx         |
| 3.21    | 2024-12-05    | 2026-11-01        | 6.12.xx        |
| 3.22    | 2025-05-30    | 2027-05-01        | 6.12.xx        |
| edge    | rolling       | —                 | —              |

## Eigenschaften
Paketverwaltung
Alpine verwendet ein eigenes Paketverwaltungssystem, apk-tools, welches ursprünglich eine Sammlung von Shellskripten war, später aber in C neu geschrieben wurde. Alpine enthält derzeit die am häufigsten verwendeten Pakete wie GNOME, Xfce, Firefox und andere.
Vom RAM aus
Alpine Linux kann als Run-from-RAM-Distribution installiert werden. Das Tool LBU (Alpine Local Backup) ermöglicht optional das Sichern aller Konfigurationsdateien in einer APK-Overlay-Datei (normalerweise abgekürzt als apkovl), einer tar.gz-Datei, die standardmäßig eine Kopie aller geänderten Dateien in /etc speichert (mit der Option, weitere Verzeichnisse hinzuzufügen). Dies ermöglicht Alpine, in anspruchsvollen eingebetteten Umgebungen zuverlässig zu arbeiten oder (teilweise) partielle Festplattenausfälle zu überleben, wie sie manchmal in öffentlichen Cloud-Umgebungen auftreten.
Sicherheit
Bis Alpine 3.7 war ein gehärteter Kernel, der die bis 2017 frei verfügbaren GrSecurity-Patches nutzte, im Standard Alpine-Linux-Kernel enthalten, was dazu beitrug, die Auswirkungen von Exploits und Schwachstellen zu reduzieren. Alle Pakete werden mit einem Schutz gegen Pufferüberlauf kompiliert, um die Auswirkungen von Userland-Pufferüberläufen zu verringern.
Vernetzung
Alpine Linux ist die einzige Distribution, die standardmäßig Patches enthält, die die Verwendung effizienter vermaschter VPNs mit dem DMVPN-Standard ermöglichen.
Virtualisierung
Alpine Linux hat Xen-Hypervisoren zuverlässig in aktuellen Versionen unterstützt, wodurch Probleme vermieden werden, die bei Enterprise-Distributionen auftreten. (Der Standard-Linux-Hypervisor KVM ist ebenfalls verfügbar.)
Größe
Das Basissystem in Alpine Linux ist nur 4–5 MB groß (ohne Kernel). Dies ermöglicht sehr kleine Linux-Container, ca. 8 MB groß, während eine minimale Installation auf Festplatte möglich ist (ungefähr 130 MB). Der Linux-Kernel ist viel größer. Der 3.18.16-Kernel enthält 121 MB ladbare Kernel-Module (hauptsächlich Treiber) zusätzlich zu den 3,3 MB für das Basis-Image des x86-64-Kernels.
Alpine Configuration Framework (ACF)
Optional ist ACF eine Anwendung zum Konfigurieren einer Alpine Linux-Maschine mit ähnlichen Zielen wie Debian Debconf. Es ist ein Standard-Framework basierend auf einfachen Lua-Skripten.
C-Standard-Bibliothek
Alpine Linux verwendete zuvor die C-Bibliothek uClibc anstelle der am häufigsten verwendeten traditionellen GNU C-Bibliothek (glibc). Die uClibc ist leichtgewichtiger, hat aber den wesentlichen Nachteil, dass sie mit der glibc nicht binär kompatibel ist. Daher muss alle Software für die Verwendung mit der uClibc neu kompiliert werden, damit sie ordnungsgemäß funktioniert. Ab dem 9. April 2014 wechselte Alpine Linux zu musl, was eine teilweise binäre Kompatibilität mit der glibc zur Folge hat.
Init-System
Das einfache und leichte OpenRC ist das Init-System, welches von Alpine Linux verwendet wird. Damit verwendet Alpine im  Gegensatz zu den meisten Distributionen nicht systemd.